# Б. Травен
Б. Травен (на немски: B. Traven) е немскоезичен писател, прекарал голяма част от живота си в Мексико.
Сведенията за живота му са ограничени и спорни, тъй като той полага значителни усилия да прикрива своята идентичност. Повечето изследователи днес смятат, че Б. Травен е Рет Марут (псевдоним на Ото Файге), германски театрален актьор и анархист, емигрирал в Мексико през 1924 година.
Там пише своите най-известни книги – „Корабът на мъртвите“ (Das Totenschiff, 1926) и „Съкровището на Сиера Мадре“ (Der Schatz der Sierra Madre, 1927), по която през 1948 година Джон Хюстън заснема спечелил „Оскар“ едноименен филм.
Предполага се, че Б. Травен умира на 26 март 1969 година в град Мексико.

## Екранизации
- The Treasure of the Sierra Madre / Съкровището на Сиера Мадре, САЩ, 1948
- La Rebelión de los colgados, Мексико, 1954
- Canasta de cuentos mexicanos, Мексико, 1956
- Das Totenschiff, ФРГ, 1959
- Macario / Макарио, Мексико, 1960
- Rosa blanca, Мексико, 1961
- Días de otoño, Мексико, 1963
- Mandjes uit Mexico, ТВ филм, Белгия, 1967
- Au verre de l’amitié, късометражен филм, Франция, 1970
- The Bridge in the Jungle, Мексико/САЩ, 1971
- Kuolemanlaiva, ТВ филм, Финландия, 1983
- La Rebelión de los colgados, Мексико/ФРГ, 1986